# Under the Sheets
"Under the Sheets" – pierwszy singel z debiutanckiego albumu angielskiej wokalistki Ellie Goulding zatytułowanego Lights. 30 września 2009 utwór miał swoją radiową premierę w BBC Radio 1, a 15 listopada 2009 został wydany za pośrednictwem iTunes Store w Wielkiej Brytanii. Piosenka została wykorzystana do promocji drugiego sezonu serialu 90210 na brytyjskim kanale E4, oraz w komputerowej grze wyścigowej Test Drive Unlimited 2.
Teledysk do singla ukazał się 22 października 2009 roku, a jego reżyserią zajął się Lennox Brothers.

## Lista utworów
- UK iTunes EP[2]

1. "Under the Sheets" – 3:46
2. "Fighter Plane" – 4:24
3. "Under the Sheets" (Jakwob Remix) – 5:36
4. "Under the Sheets" (Pariah Remix) – 4:50

- UK 7" limitowana edycja

A. "Under the Sheets" – 3:46
B. "Fighter Plane" – 4:24
- German CD singel oraz iTunes singel[4][5]

1. "Under the Sheets" – 3:44
2. "Guns and Horses" (Live at Metropolis Studios) – 3:48

## Notowania
| Lista (2009/2010)                         | Najwyższa pozycja |
| ----------------------------------------- | ----------------- |
| Belgia (Ultratip Flanders)                | 3                 |
| Dania (Tracklisten)                       | 14                |
| Niemcy (Media Control Charts)             | 91                |
| Wielka Brytania (Official Charts Company) | 53                |

## Historia wydania
| Kraj            | Data              | Wytwórnia         | Format           |
| --------------- | ----------------- | ----------------- | ---------------- |
| Wielka Brytania | 9 listopada 2009  | Neon Gold Records | 7" singel        |
| Wielka Brytania | 15 listopada 2009 | Polydor Records   | Digital download |
| Belgia          | 15 listopada 2009 | Universal Music   | Digital download |
| Niemcy          | 3 września 2010   | Universal Music   | Digital download |
| Niemcy          | 17 września 2010  | Universal Music   | CD single        |